# Хмельницький обласний серцево-судинний центр
Комунальне некомерційне підприємство Хмельницької обласної ради «Хмельницький обласний серцево-судинний центр» (КНП «ХОССЦ») — провідний заклад Хмельницької області, що забезпечує надання високоспеціалізованої кардіологічної та кардіохірургічної допомоги пацієнтам із серцево-судинною патологією та здійснює організаційно-методичне керівництво кардіологічної служби регіону.

## Історія
Історія створення закладу бере свій початок у 1985 році. Тоді, на базі Хмельницької обласної лікарні був заснований Хмельницький обласний кардіологічний диспансер, який у 1993 році був переведений у приміщення колишнього лікувально-санаторного управління (м.Хмельницький, вул. Володимирська, 85).
Надання кардіохірургічної допомоги розпочалось у 2004 році, з моменту створення у Хмельницькій обласній лікарні спеціалізованого відділення кардіо- і ендоваскулярної хірургії та інтервенційної радіології. 
Враховуючи те, що наявна модель співпраці кардіохірургічного відділення обласної лікарні та Хмельницького обласного кардіологічного диспансеру не була оптимальною, у 2015 році колегія Департаменту охорони здоров’я Хмельницької обласної державної адміністрації ухвалила рішення про створення єдиного центру з надання кардіологічної та кардіохірургічної допомоги на базі Хмельницького обласного кардіологічного диспансеру.
У квітні 2019 року відкрито відділення інвазивної кардіології та інтервенційної радіології у м.Кам’янець-Подільський. У вересні 2023 року аналогічне відділення запрацювало у м.Нетішин.
Відповідно до рішення сесії Хмельницької обласної ради, з 1 жовтня 2019 року заклад розпочав свою діяльність у новому статусі — як комунальне некомерційне підприємство «Хмельницький обласний серцево-судинний центр».

## Структура
Станом на кінець 2023 року структура КНП «ХОССЦ» є наступною:

### Амбулаторно-поліклінічне відділення
(вул.Володимирська, 85, м.Хмельницький).

### Стаціонарні відділення
- Кардіологічне відділення (вул.Володимирська, 85, м.Хмельницький).
- Відділення кардіохірургії (вул.Визволителів, 3, с.Ружичанка, Хмельницький район).
- Відділення інвазивної кардіології та інтервенційної радіології №1 (вул.Володимирська, 85, м.Хмельницький).
- Відділення інвазивної кардіології та інтервенційної радіології №2 (вул.Матросова, 30, м.Кам’янець-Подільський).
- Відділення інвазивної кардіології та інтервенційної радіології №3 (вул.Лісова, 1, м.Нетішин).

### Параклінічні підрозділи
- Відділення ультразвукової діагностики.
- Кабінети функціональної діагностики.
- Рентгенологічний кабінет.

Загальна кількість ліжок — 160 (110 кардіологічних та 50 кардіохірургічних) та 12 ліжок палат інтенсивної терапії.

## Діяльність
Провідна структура Хмельницької області з надання кардіологічної та кардіохірургічної допомоги пацієнтам із серцево-судинною патологією.
Виконуються такі діагностичні та лікувальні маніпуляції, як: холтерівське моніторування, ехокардіографія, дуплексне сканування судин, реоенцефалографія, УЗД серця, коронаровентрикулографія, ангіоаортографія, проводиться стентування коронарних та периферійних судин, коронарне шунтування на працюючому серці та в умовах штучного кровообігу, протезування клапанного апарату механічними і біологічними протезами клапанів серця, реконструкція і протезування проксимальних відділів аорти, прямі втручання на артеріях кінцівок та сонних артеріях, імплантація постійних водіїв ритму серця, операції при пухлинах серця та ін..
У цілодобовому режимі проводяться ургентні операції при життєзагрожуючих станах: гострому коронарному синдромі, розшаровуючій аневризмі аорти.
В січні 2022 року, на базі закладу, фахівці КНП «Хмельницький обласний серцево-судинний центр» спільно з колегами виконали першу трансплантацію серця в Хмельницькій області.
У 2024 році в КНП «ХОССЦ» 59 291 хворих отримали амбулаторно-поліклінічну допомогу, 5 867 хворих проліковано стаціонарно, виконано 2 323 оперативних втручань на серці, в тому числі: 154 операцій на «відкритому» серці, 1 609 хворим проведено стентування коронарних артерій, 283 пацієнтам імплантовано штучні водії ритму. Проведено 20 160 ультразвукових та 47 574 функціональних досліджень.
Займає одне з провідних місць в Україні по наданню ургентної інтервенційної допомоги хворим з гострим коронарним синдромом. Бере участь у інноваційних проектах МОЗ України «Регіональна реперфузійна мережа в дії», в громадській ініціативі «Stent for life», направленій на оптимізацію лікування хворих на інфаркт міокарда.
Здійснює організаційно-методичне керівництво та координацію діяльності лікувально-профілактичних закладів області з питань кардіології, інтервенційної кардіології, кардіохірургії, а також судинно-мозкової патології та захворювань магістральних судин
Забезпечує проходження інтернатури випускниками вищих медичних навчальних закладів за спеціальністю «Кардіологія», «Рентгенологія», «Хірургія», а саме: «Хірургія серця та магістральних судин», а також теоретичної підготовки та удосконалення практичних навичок медичних сестер області.